# Локри (дим)
Локри́ (греч. Δήμος Λοκρών) — община (дим) в Греции. Входит в периферийную единицу Фтиотида в периферии Центральная Греция. Население 19 623 человек по переписи 2011 года. Площадь 614,761 квадратного километра. Плотность 31,92 человека на квадратный километр. Административный центр — Аталанди. Димархом на местных выборах 2019 года избран Атанасиос Зекендес (Αθανάσιος Ζεκεντές).
Община Локри создана в 2010 году (ΦΕΚ 87Α) по программе «Калликратис» при слиянии упразднённых общин Аталанди, Дафнусия, Опунтии и Малесина. Названа по племени локров (Λοκροί), населявших Локриду.
Община (дим) Локри делится на 4 общинные единицы.